# UBO-register
Het UBO-register is een register waar alle ‘Ultimate Beneficial Owners’ of ‘uiteindelijk begunstigden’ van een vennootschap of andere juridische entiteit in geregistreerd staan. Lidstaten van de Europese Unie zijn verplicht een dergelijk register bij te houden krachtens artikelen 30 en 31 van Europese richtlijn 2015/849. Het doel van het register is bestrijding van witwaspraktijken en van het ontduiken van economische sancties en andere economische criminaliteit in Europa. Transparantie over de uiteindelijk begunstigden is ook een belangrijk streven van organisaties als het Extractive Industries Transparency Initiative die goed bestuur promoten in de mijnbouwsector. 
De Ultimate Beneficial Owner is de ‘uiteindelijk belanghebbende’ of ‘uiteindelijk begunstigde’ binnen een organisatie. Dit kan de eigenaar zijn of iemand anders die de zeggenschap heeft binnen een juridische entiteit. Dit kan een bedrijf zijn maar de regelgeving geldt ook voor verenigingen en stichtingen.

## België
In België werd het UBO-register samen met de richtlijn geïmplementeerd door de wet van 18 september 2017, met de praktische toepassing in het Koninklijk Besluit van 30 juli 2018.
Bestuurders van een onderneming of vereniging (ook vzw's en stichtingen) zijn verplicht hun inschrijving na te kijken en indien nodig aan te passen, of jaarlijks te herbevestigen, via hun persoonlijk eID. VMEs zijn vrijgesteld omdat ze geen vennootschap zijn, niettegenstaande ze wel een KBO-register hebben. Het rijksregisternummer van alle fysieke personen die verantwoordelijkheid dragen voor de onderneming of organisatie moet worden geregistreerd, ook wanneer b.v. rechtspersonen deel uitmaken van een vzw of een stichting. Sinds 2021 is het wel mogelijk om bepaalde registraties over te nemen uit het KBO, of het Staatsblad. Het register wordt in de eerste plaats geraadpleegd door de bevoegde autoriteiten en overheden. Het publiek en personen met een legitiem belang kunnen bepaalde inlichtingen verkrijgen tegen betaling.
Ondernemingen en verenigingen hadden tot 30 september 2019 tijd om zich in regel te stellen. In november 2021 hadden 3400 vzw's een boete van 500 € gekregen wegens het niet tijdig indienen van het dossier. Eind 2021 waren er nog 85.000 bedrijven en vzw’s zonder registratie, in 2024 waren het er nog steeds 30.132, zo blijkt uit cijfers van de Federale Overheidsdienst Financiën (FOD) Financiën.

## Nederland
In Nederland is het register ingevoerd met de Implementatiewet registratie uiteindelijk belanghebbenden van vennootschappen en andere juridische entiteiten. Het UBO-register is bij de Kamer van Koophandel onderdeel van het Handelsregister. Het register was oorspronkelijk grotendeels openbaar. Sinds 22 november 2022 zijn UBO-gegevens niet meer openbaar.

### UBO-registratieplicht
De volgende organisaties zijn verplicht hun uiteindelijke begunstigden te registreren in het UBO-register:
- niet-beursgenoteerde nv's en bv's
- andere rechtspersonen: stichtingen, coöperaties, verenigingen en onderlinge waarborgmaatschappijen
- personenvennootschappen: vennootschappen onder firma, maatschappen, commanditaire vennootschappen
- Europese nv's (SEs)
- Europese coöperatieve vennootschappen (SCEs)
- Europese economische samenwerkingsverbanden
- Kerkgenootschappen, indien de organisatie verplicht staat ingeschreven in het Handelsregister en er geen Nederlandse koepelorganisatie boven de organisatie staat[9]
- rederijen
- trusts

Organisaties die worden opgericht vanaf 2020 zijn direct verplicht zich te registreren. Voor bestaande organisaties geldt een overgangsregeling, zij krijgen 18 maanden tijd om hun UBO's in het register vast te leggen. De UBO is verplicht mee te werken aan deze registratie door alle benodigde informatie door te geven.
De registratieplicht geldt dus niet voor eenmanszaken, beursgenoteerde vennootschappen, publiekrechtelijke rechtspersonen, verenigingen van eigenaren en sommige historische rechtspersonen.

### Openbaarheid van het register
Een deel van de geregistreerde gegevens is openbaar. Dit geldt voor voor- en achternaam, geboortemaand en -jaar, woonstaat, nationaliteit en de aard en omvang van het economische belang van de betreffende persoon.
Ook geeft de UBO aan of een persoon een PEP is. Een PEP is een persoon die een (prominente) politieke functie bekleedt, heeft bekleed of directe familie of naaste geassocieerde is van een dergelijk persoon.
Deze openbare gegevens zijn overigens alleen te vinden door te zoeken op de naam van de organisatie of de rechtspersoon. Het is dus niet mogelijk om personen op naam te zoeken. Het opvragen van deze gegevens is niet gratis.
De overige gegevens, o.a. geboorteplaats en -land, burgerservicenummer (BSN) en documenten waaruit het UBO-schap blijkt, zijn niet openbaar. Deze zijn alleen in te zien door daartoe aangewezen (opsporings)diensten.
In bepaalde gevallen kan er aan de Kamer van Koophandel worden gevraagd om informatie over UBO’s af te schermen. Dit geldt bijvoorbeeld als er een risico bestaat op chantage of ontvoering.
Het Europees Hof heeft echter in november 2022 bepaald dat het register niet openbaar mag zijn voor publiek. Vooralsnog vinden geen informatieverstrekkingen uit het Nederlandse UBO-register meer plaats.

### Boetes
Het niet voldoen aan de registratieplicht is strafbaar. Per overtreding kan een boete worden opgelegd tot maximaal € 20.750. Tevens kan een taakstraf worden opgelegd en dreigt er zelfs hechtenis.